# فيلون اللاذقي
فيلون اللاذقيّ أو فيلونيدس اللاذقي (200-130 ق م) ، هو فيلسوفٌ سوريٌ من أتباع المذهب الأبيقوري و هو رياضيٌ أيضا. عاش فيلون في البلاط السلوقي خلال حكم أنطيوخوس الرابع إيبيفانس و ديميتريوس الأول سوتر.
أكثر ما عُرف من خلاله كان (حياة فيلون) و الذي عُثر عليه ضمن لفائف أوراق البردي المتفحمة في Villa of the Papyri (دارة أوراق البردي) في هركولانيوم.وُلد فيلون لعائلةٍ تتمتع بصلاتٍ وثيقة مع البلاط السلوقي. يُعتقد بأنه تعلم على يد كل من إيوديموس وديونيسودوروس الرياضي. حاول فيلون أن يدفع أنطوخيوس الرّابع إيبيفانيس إلى اعتناق المذهب الفلسفيّ الأبيقوري، كما قام لاحقاً بإرشاد ابن أخيه ديميتريوس الأول سوتر في مجال الفلسفة. حظي فيلون بشرفٍ رفيعٍ في البلاط الملكي السلوقي، كما عُرف من خلال نقوشٍ حجريةٍ عديدة.
اشتهر كرياضي، و قد ذكره أبلونيوس البرغاوي في مقدمة كتابه الثاني ضمن أعماله conics (المخروطيات).كان فيلون يبدي حماسةً شديدة في جمع أعمال ابيقور و زملائه، و يُقال بأنه قام بنشر ما يزيد عن المائة بحث، و لعلها كانت تصنيفات لما كان قد جمعه من أعمال.